# Christian Tamminga
Christian Tamminga (Leiden, 30 april 1974) is een voormalige Nederlandse atleet, die zich had gespecialiseerd in polsstokhoogspringen. Reeds als junior boekte hij internationale successen, met een vijfde plaats bij de Europese jeugdkampioenschappen in 1993 als belangrijkste resultaat. Ook als senior nam hij deel aan verschillende grote toernooien, met als belangrijkste prestatie een sprong over 5,75 m en een gedeelde zesde plaats op de wereldkampioenschappen in 2001. Hij was op dit toernooi de beste Nederlander.

## Biografie

### Begin
Piet Tamminga (goed voor 10,4 op de 100 m en ooit nationaal recordhouder op de 60 m indoor) is de vader van Christian Tamminga, mede hierdoor was Tamminga in zijn jeugd al vaak op de atletiekbaan te vinden bij AAV ’36 in Alphen aan den Rijn. Daarbij trokken in eerste instantie vooral het hoog- en verspringen hem aan. Als C-junior (cat. 14-15 jr.) sprong hij al 6,50 m ver. Hij deed aanvankelijk alle onderdelen en was een keer Nederlands meerkampkampioen, maar koos uiteindelijk voor het polsstokhoogspringen.

### Zoektocht
Vader noch zoon Tamminga wist iets van de techniek van het polsstokhoogspringen, maar door zelfstudie en fanatiek trainen zat Tamminga aan het eind van zijn juniorentijd op een niveau van 5,40 m, vergelijkbaar met Rens Blom en Laurens Looije in diezelfde periode. De volstrekt eigen aanpak, in combinatie met een perfectionistische benadering en gedrevenheid, werd het handelsmerk van Tamminga als polsstokhoogspringer. Op zijn lange zoektocht naar de perfecte techniek verbleef hij in Amerika bij toenmalig recordhouder Chris Leeuwenburgh, trainde hij in Monaco bij Sergej Boebka, keek hij rond in de Franse polsstokhoog-school in Parijs en trainde hij in Zuid-Afrika. Ten slotte kwam hij in Moskou terecht bij Valeriy Kogan, die in het verleden Rodion Gataullin naar grote hoogte had geholpen en daarna met de Israëliër Aleksandr Averboech had gewerkt.
Dat was in 1994, Tamminga’s eerste seniorenjaar. Hij miste dat jaar de EK in Helsinki door pas de limiet (5,50) te springen, toen de kwalificatieperiode al was verstreken.  Het was overigens wel een prestatie waarmee hij het nationale record van Chris Leeuwenburgh uit 1986 evenaarde. Een jaar later had hij dit record achtereenvolgens eerst tot 5,51, vervolgens tot 5,55 en ten slotte tot 5,56 opgehoogd. Datzelfde jaar werd hij ook voor de eerste keer outdoorkampioen bij de senioren.

### Kwalificeren voor Atlanta
In 1996 slaagde Christian Tamminga er niet in om zich te kwalificeren voor de Olympische Spelen. Hij trainde hard door en wilde aan zichzelf en iedereen bewijzen dat hij er in Atlanta bij had moeten zijn. Dat brak hem op: in 1997 kreeg hij pijn in zijn rechterschouder. Pas na een half jaar kwam de oorzaak aan het licht: beschadigd kraakbeen. Hij schreef de halve wereld aan voor advies, want hij wilde ook professioneel met zijn genezing bezig zijn. Uiteindelijk verlegde hij zijn aandacht, ging naar het CIOS in Overveen en trainde op andere onderdelen om zichzelf te testen. Dat leidde tot een hink-stap-sprong van 14,97 en een vertesprong van 7,32, goede testwaarden voor een polsstokhoogspringer, waardoor hij zich langzaam maar zeker beter begon te voelen.

### Kampioen hink-stap-springen
In 1998 werd Tamminga Nederlands indoorkampioen hink-stap-springen. De afstand van 15,18 stelde niet veel voor, maar gaf wel aan dat hij er goed voor stond. In de week die volgde, haalde hij voor het eerst sinds negen maanden zijn stokken uit de hoes. Nadat hij na een week de pijn nog niet terug had voelen komen, sprong hij een wedstrijd. Hierbij ging hij over 5,45 m. Hij zette zijn opmars voort, sprong het ene nationale record na het andere en kwam via 5,66 en 5,70 tijdens de Nacht van de Atletiek in Hechtel ten slotte tot 5,76. Pas in 2004 wist Rens Blom dit record te verbeteren. Tamminga leverde die prestatie in Hechtel op de laatste kwalificatiedag voor de Europese kampioenschappen in Boedapest. Daar werd hij elfde met 5,40, na in de voorronde 5,45 te hebben gesprongen.

### Zesde in Edmonton
De jaren erna wist Tamminga het in 1998 bereikte niveau niet vast te houden en het lukte hem niet om zich te kwalificeren, door de vereiste 5,75 te springen, voor de Olympische Spelen van 2000 in Sydney. Wel werd hij voor de tweede maal Nederlands outdoorkampioen. In 2001 kwalificeerde hij zich opnieuw pas op het allerlaatste moment voor de WK in Edmonton, daar sprong hij in de kwalificatie 5,70 en werd hij in de finale gedeeld zesde met 5,75. Daaruit bleek ook zijn belangrijkste vooruitgang: regelmatiger en vaker hoger springen.

### Blessures remmen progressie
Een slepende enkelblessure, gevolg van de jarenlange zware belasting, doorkruiste de geboekte progressie. Zijn optreden op de EK indoor in Wenen in maart 2002 mislukte daardoor. Hij onderging een kijkoperatie aan het enkelgewricht, waarna revalidatie volgde. Hij kwam dat jaar niet meer tot polsstokhoogspringen.
In 2003 keerde Tamminga terug als polsstokhoogspringer en reeds in april ging hij in Pretoria over 5,70. Rens Blom was dat seizoen echter zijn zwaarste concurrent en kaapte zowel de nationale titel als met 5,75 de beste jaarprestatie voor zijn neus weg. Tamminga kwam dat jaar niet hoger dan 5,70.
Toen in 2004 de Olympische Spelen voor de deur stonden, speelden de achillespezen van Tamminga op en kon hij slechts een beperkt programma aan. Dat was niet voldoende om de limiet voor Athene te halen. Pas in september sprong hij 5,63 tijdens een polsstokhooggala op een markt in Amstelveen. Een maand later onderging hij een kijkoperatie.
Het revalidatieproces duurde opnieuw lang. Om conditie op te doen trok Tamminga begin 2005 weer naar Chris Leeuwenburgh in de Verenigde Staten en ook was hij enige tijd actief in Israël. Pas in de tweede helft van het seizoen kwam hij goed op gang, maar in het jaar waarin Rens Blom wereldkampioen werd, kwam Tamminga niet verder dan 5,50.

### Present in Göteborg en nieuwe tegenslag
In 2006 werd Tamminga opnieuw nationaal kampioen en nam hij ook weer deel aan het EK in Göteborg. Hij werd met 5,40 vijftiende in de finale, na in de kwalificatie over 5,45 te zijn gesprongen. Hij bleef echter met blessures kampen. Nadat hij aan het begin van 2007 bij een trainingsstage door zijn rug was gegaan, bleek een herniaoperatie nodig. In juni ging hij onder het mes en kon hij na herstel opnieuw gaan werken aan een comeback.

## Nederlandse kampioenschappen
Outdoor
| Onderdeel            | Jaar             |
| -------------------- | ---------------- |
| polsstokhoogspringen | 1995, 2000, 2006 |

Indoor
| Onderdeel            | Jaar       |
| -------------------- | ---------- |
| polsstokhoogspringen | 2001, 2002 |
| hink-stap-springen   | 1998       |

## Records

### Persoonlijke records
Outdoor
| Onderdeel            | Prestatie      | Datum           | Plaats   |
| -------------------- | -------------- | --------------- | -------- |
| polsstokhoogspringen | 5,76 m (ex-NR) | 1 augustus 1998 | Hechtel  |
| verspringen          | 7,32 m         | 26 juli 1997    | Oordegem |

Indoor
| Onderdeel            | Prestatie | Datum            | Plaats      |
| -------------------- | --------- | ---------------- | ----------- |
| polsstokhoogspringen | 5,60 m    | 1 februari 1998  | Zweibrücken |
| hink-stap-springen   | 15,18 m   | 14 februari 1998 | Den Haag    |

### Nederlandse records
Outdoor
| Onderdeel            | Prestatie | Datum             | Plaats              |
| -------------------- | --------- | ----------------- | ------------------- |
| polsstokhoogspringen | 5,50 m    | 11 september 1994 | Groningen           |
|                      | 5,51 m    | 20 juli 1995      | Alphen aan den Rijn |
|                      | 5,55 m    | 22 juli 1995      | Hechtel             |
|                      | 5,56 m    | 4 augustus 1995   | Amsterdam           |
|                      | 5,66 m    | 21 juni 1998      | Tilburg             |
|                      | 5,70 m    | 26 juli 1998      | Haifa               |
|                      | 5,76 m    | 1 augustus 1998   | Hechtel             |

## Prestaties

### polsstokhoogspringen
- 1992: 10e WJK - 5,00 m
- 1993:  NK indoor - 5,00 m
- 1993: 5e EJK
- 1995:  NK indoor - 5,40 m
- 1995:  NK - 5,35 m
- 1996:  NK indoor - 5,45 m
- 1998: 11e EK - 5,40 m
- 1999:  NK - 5,50 m
- 2000:  NK indoor - 5,40 m
- 2000:  NK - 5,50 m
- 2001:  NK indoor - 5,25 m
- 2001:  NK - 5,35 m
- 2001: 6e WK - 5,75 m
- 2001: 5e Goodwill Games - 5,60 m
- 2002:  NK indoor - 5,45 m
- 2003:  NK - 5,60 m
- 2003: 11e in kwal. WK - 5,35 m
- 2005:  NK - 5,25 m
- 2006:  NK - 5,32 m
- 2006: 15e EK - 5,40 m
- 2007:  NK indoor - 5,35 m
- 2008:  NK - 5,42 m
- 2009:  NK - 5,27 m
- 2010:  NK indoor - 5,02 m

### hink-stap-springen
- 1998:  NK indoor - 15,18 m